# Melur
Melur (o Mailore) è una suddivisione dell'India, classificata come municipality, di 33.743 abitanti, situata nel distretto di Madurai, nello stato federato del Tamil Nadu. In base al numero di abitanti la città rientra nella classe III (da 20.000 a 49.999 persone).

## Geografia fisica
La città è situata a 10° 3' 0 N e 78° 19' 60 E e ha un'altitudine di 148 m s.l.m..

## Società

### Evoluzione demografica
Al censimento del 2001 la popolazione di Melur assommava a 33.743 persone, delle quali 17.200 maschi e 16.543 femmine. I bambini di età inferiore o uguale ai sei anni assommavano a 3.853, dei quali 2.015 maschi e 1.838 femmine. Infine, coloro che erano in grado di saper almeno leggere e scrivere erano 25.886, dei quali 14.219 maschi e 11.667 femmine.